# زندان اوین
زِندانِ اِوین بزرگ‌ترین زندانِ زندانیان سیاسی و جرایم مرتبط با امنیت ملی در ایران است. این زندان در محلهٔ اوین در شهرستان شمیرانات واقع در شمالِ استان تهران قرار دارد. این زندان اغلب به «قلعه باستیل ایران» معروف است؛ اشاره‌ای به زندان فرانسوی مشهور که رژیم پیشین پادشاه‌های فرانسه برای زندانی کردن مخالفان استفاده می‌کردند.
زندان اوین در دورهٔ پهلوی تأسیس شد و در آن افرادی از گروه‌های مختلف مذهبی، سیاسی و ورزشی همچون احمد مفتی‌زاده، هاشمی رفسنجانی، مسعود رجوی و خسرو گلسرخی دوران حبس خود را سپری کردند. این زندان به نماد دستگاه سرکوب جمهوری اسلامی ایران تبدیل شده است که مخالفان را از طریق ترس، خشونت و ترور روانی خاموش می‌کند. اوین جایگاه ویژه‌ای در تصور سیاسی بسیاری از ایرانیان دارد و نماد سلطنت مطلقه جمهوری اسلامی و عدم تحمل مخالفان است. افراد به دلایلی از جمله مخالفت سیاسی، فعالیت‌های اجتماعی، جاسوسی ادعایی و باورهای مذهبی، به ویژه پیروان اقلیت‌های مذهبی مانند جامعه بهائیان و مسیحیان تبشیری، در زندان اوین بازداشت شده‌اند. چندین شهروند خارجی، از جمله روزنامه‌نگارانی مانند خبرنگار ایتالیایی چچلیا سالا، در زندان اوین بازداشت شده‌اند که اغلب به عنوان اهرم سیاسی در مذاکرات بین‌المللی ایران استفاده می‌شوند.
زندان اوین به‌طور مکرر از سوی سازمان‌های بین‌المللی از جمله عفو بین‌الملل، دیده‌بان حقوق بشر، گزارشگر ویژه سازمان ملل و گروه‌های حقوق بشر ایرانی به دلیل جنایات ارتکابی در دیوارهای خود محکوم شده است. گزارش‌های متعدد روش‌های شکنجه مانند ضرب و شتم، شوک‌های برقی، اعدام‌های ساختگی، حبس انفرادی طولانی‌مدت، اعترافات اجباری، محرومیت از خواب و آزار جنسی را مستند کرده‌اند. مواردی مانند بدرفتاری با دانشمند زندانی مهوش صیدال، نشان‌دهنده انکار عمدی درمان پزشکی به زندانیان سیاسی زن به عنوان یک نوع مجازات بوده است. آتش‌سوزی مهر ۱۴۰۱ وضعیت آشفته زندان و شکست مقامات در محافظت از بازداشت‌شدگان را بیشتر آشکار کرد. در ۲۳ ژوئن ۲۰۲۴، در جریان جنگ ایران و اسرائیل، اسرائیل به زندان اوین حمله موشکی کرد.

## پیشینه

### دورهٔ پهلوی
یکی از معماران زندان اوین امیر نصرت منقح بود. ساخت این زندان در زمینی به مساحت ۴۰ هکتار از دههٔ ۱۳۴۰ آغاز شد و در سال ۱۳۵۰ افتتاح شد. زمینی که در آن زندان اوین ساخته شد، سابقاً خانهٔ سید ضیاءالدین طباطبایی یزدی بود.
پیش از انقلاب ۱۳۵۷، اوین مستقیماً توسط ساواک اداره می‌شد.
با آنکه ساختمان اولیه زندان شامل بیست سلول انفرادی و دو بند عمومی فقط برای ۳۲۰ نفر ساخته شده بود، در طی سال‌های بعد به ساختمان‌های زندان چند بار اضافه شد به‌طوری که در سال قبل از آغاز انقلاب تعداد سلول‌های انفرادی تا پنج برابر (یعنی یک‌صد سلول انفرادی) در بند ۲۰۹ افزایش یافت. همین بندِ سه‌طبقه شامل شش اتاق بازجویی در زیرزمین آن بود. یک حیاط اعدام، یک دادگاه، و بندهای جداگانه برای زنان و زندانیان عادی هم ساخته شدند. مجموع این ساختمان‌ها دارای ظرفیت اسمی بالای یک‌هزار و پانصد نفر بودند اما تعداد زندانیان اوین بیش از دو برابر این ظرفیت اسمی بود.
شرایط زندان اوین از نظر سخت‌گیری با زندانیان به‌مراتب بدتر از زندان‌های بزرگ دیگر ایران بود اما از نظر غذا و سرویس‌های بهداشتی بهتر بود.
زندانیان سیاسی از طیف‌ها و گروه‌های مختلف مخالف حکومت پهلوی بودند. مسن‌ترین زندانی سرتیپ علی اکبر درخشانی بود که در ۷ فروردین ۱۳۵۷ در سن ۸۲ سالگی توسط ساواک دستگیر شد و همان شب در زندان اوین درگذشت.
برخلاف زندان قصر که شاهد فرار چندین زندانی در طی سال‌های سلطنت پهلوی بود، هیچ زندانی موفق به فرار از زندان اوین نشد.

#### اعدام‌های دههٔ ۵۰ در تپه‌های اوین
۳۰ فروردین ۱۳۵۴ اعضای سازمان چریک‌های فدایی خلق ایران به نام‌های: حسن ضیاظریفی، احمد جلیلی‌افشار، مشعوف کلانتری، عزیز سرمدی، محمد چوپان‌زاده، عباس سورکی و بیژن جزنی به‌همراه مصطفی جوان‌خوشدل و کاظم ذوالانواری، دو عضو سازمان مجاهدین خلق، در تپه‌های اطراف زندان اوین اعدام شدند این اعدام در حالی صورت گرفت که این افراد دارای حکم زندان بودند.

### جمهوری اسلامی

#### اعدام زندانیان سیاسی در دههٔ ۶۰
به یاد می‌آورم کودکی را که در آغوش مادر شکنجه‌شده‌اش، گریه می‌کرد.

عفت ماهباز، از زندانیان سیاسی دهه ۱۳۶۰ زندان اوین.
اعدام زندانیان سیاسی در تابستان ۱۳۶۷ «قتل‌عام تابستان ۶۷» واقعه‌ای بود که طی آن چندین هزار نفر از زندانیان سیاسی در زندان‌های نظام جمهوری اسلامی ایران، مخصوصاً زندان اوین و همچنین در زندان‌های سراسر ایران در ماه‌های مرداد و شهریور ۱۳۶۷ اعدام شدند.
زندانیان سیاسی آن زمانِ تهران در زندان‌های اوین و زندان رجایی‌شهر نگهداری می‌شدند و پس از حکم روح‌الله خمینی، رهبر وقت جمهوری اسلامی، مبنی بر اعدام «مرتدین»، «ملحدین» و «دشمنان قسم‌خوردهٔ نظام جمهوری اسلامی» اعدام‌ها در سطح وسیعی در زندان‌های اوین و گوهردشت و دیگر زندان‌های شهرهای دیگر ایران به مرحلهٔ اجرا گذاشته شد. اعتراض حسین‌علی منتظری به اعدام‌های تابستان ۶۷ منجر به عزل و تبعید خانگی وی شد. وی در آن زمان قائم‌مقام روح‌الله خمینی، رهبر وقت جمهوری اسلامی بود.
موضوع انتقال زندان اوین به خارج از شهر تهران و تغییر کاربری آن از دههٔ ۱۳۸۰ شمسی مطرح شد. مصطفی پورمحمدی، وزیر دادگستری حکومت ایران، روز شنبه ۱۷ تیر ۱۳۹۶ پس از حضور در مجلس شورای اسلامی بر سر دلایل تأخیر در انتقال زندان اوین به خارج از شهر تهران گفتگو کرد. وی ضمن بیان این‌که موضوع انتقال زندان اوین به خارج از شهر تهران با موضوع انتقال سایر زندان‌ها متفاوت است، گفت: «در داخل شهر تهران نیاز به یک بازداشتگاه بزرگ برای بازداشت موقت است زیرا هنگام بررسی پرونده در دادسرا یا دادگاه مدام نمی‌توان متخلفان را از فاصله ۴۰ کیلومتری به این مجموعه‌ها منتقل کرد.» کارشناسان سازمان زندان‌ها و شهرداری تهران در جلسه مشترک موضوع را بررسی کردند تا قیمت اوین مشخص شود.

#### اعتصاب غذای گستردهٔ ۱۴۰۰
۲۳ مرد و ۶ زن زندانی زندان اوین همراه با زندانیان زندان‌های عادل‌آباد، فشافویه در تاریخ ۳۰ اسفندماه ۱۳۹۹ اعلام کردند به یاد و احترام رنج‌های مشترک و در اعتراض به ظلم‌های ستمگران و به یاد گرسنگان وطن بر سفرهٔ نوروز، شروع سال ۱۴۰۰ خورشیدی را با اعتصاب غذا آغاز می‌کنند که تا سه روز ادامه داشت.
این اعتصاب گستردهٔ سه‌روزه و هم‌زمان در زندان اوین، بی‌سابقه بود و با واکنش‌ها و حمایت فعالان سیاسی و مدنی همراه شد.

#### اعتراض زندانیان زن در جریان بازدید مقامات قضایی
۶ دی ۱۴۰۲ در جریان بازدید مقامات قضایی جمهوری اسلامی از زندان اوین، تعدادی از زنان زندانی دست به اعتراض زده، به راهروی کارکنان زندان آمدند و شعارهایی علیه حکومت جمهوری اسلامی سردادند. متعاقباً گارد زندان به ضرب و شتم زندانیان پرداخت و مقامات از زندان خارج شدند.

#### هک‌شدن دوربین‌ها و آزار دادن زندانیان
در مردادماه ۱۴۰۰ گروهی موسوم به «عدالت علی» دوربین‌های مداربستهٔ زندان اوین را هک کردند. تصاویر و ویدئوهای انتشاریافته نشان‌دهندهٔ وضعیت وخیم زندانیان، ضرب‌وشتم، آزار دادن زندانیان و خشونت وحشیانه مأموران زندان اوین همراه بود. آن گروه پیامی از خود بر روی مانیتورهای اتاق مانیتورینگ زندان پخش کرد که چنین مضمونی داشت: «زندان اوین لکه ننگی بر عمامه سیاه و ریش سفید رئیسی؛ اعتراضات سراسری تا آزادی زندانیان سیاسی». این گروه هکری در بیانیهٔ خود هشدار داد که «به افشای ظلم و ستمی که ابراهیم رئیسی و رژیم به مردم روا می‌دارند، ادامه خواهیم داد». و افزود که با هدف افشاگری این تصاویر را تهیه کرده و گفته است تصاویری نیز از داخل بندها و پرونده‌های زندانیان سیاسی و برخی مدارک محرمانه به دست آورده که آنها را منتشر خواهد کرد. پس از آن محمدمهدی حاج‌محمدی، رئیس سازمان زندان‌ها ضمن قبول مسئولیت مشکلات و همچنین عذرخواهی به دلیل اتفاق صورت‌گرفته، در توئیتر خود چنین نوشت: «درخصوص تصاویر زندان اوین؛ مسئولیت این رفتارهای غیرقابل‌قبول را پذیرفته و ضمن تعهد به تلاش بر عدم تکرار چنین وقایع تلخ و برخورد جدی با عوامل خاطی؛ از خداوند متعال، رهبر عزیزمان، ملت بزرگوار و زندانبانان شریف که البته زحمات‌شان تحت تأثیر این خطاها، نادیده گرفته نخواهد شد، عذرخواهم.»
گروه عدالت علی در حساب توئیتری خود نوشت: «‏ما عدالت علی تصمیم به بر ملا کردن جنایات رژیم گرفته و به سیستمهای زندان اوین حمله سایبری کردیم. جهان را از نقض بارز حقوق بشر در پشت دیوارهای زندان اوین مطلع کنید.»
پس از نفوذ به دوربین‌های زندان اوین تصاویر منتشر شده از سلول‌های زندان اوین نشان می‌داد که برخلاف زندانیان عادی که در سلول‌های با امکانات بسیار کم و شرایط نامناسب به‌همراه خشونت مأموران زندان زندگی می‌کنند اما سلول حسین فریدون که به‌دلیل فسادهای مالی در زندان اوین به سر می‌برد دارای امکانات آسایش و رفاهی بسیار می‌باشد که سایر زندانیان عادی آن‌ها را ندارند. پس از آن مشخص شد تصاویر اتاق با امکانات رفاهی حسین فریدون مربوط به چندین ماه قبل‌تر بوده است و ماه‌ها قبل حسین فریدون همراه با هادی رضوی برخلاف قانون به مرخصی رفته‌اند و ادعای حضور داشتن حسین فریدون در زندان توسط محمدمهدی حاج‌محمدی، رئیس وقت سازمان زندان‌ها کذب بوده است.
در ۳ شهریور ۱۴۰۰ سازمان عفو بین‌الملل پس از انتشار ویدئوهای از نحوهٔ برخورد زندان‌بانان با زندانیان در ایران، خواستار آن شد که مقامات جمهوری اسلامی به گزارشگر ویژهٔ سازمان ملل در امور حقوق بشر در ایران اجازهٔ بازرسی مستقل از زندان‌های جمهوری اسلامی را بدهد. مدیر بخش خاورمیانه و شمال آفریقا در عفو بین‌الملل، هبه مریف، ضمن تأکید بر «گسترده و سیستماتیک» بودن شکنجه و سایر بدرفتاری‌ها در زندان‌ها و بازداشتگاه‌های ایران افزود: «عذرخواهی مختصر و وعده‌های کلیِ» مقامات جمهوری اسلامی برای رسیدگی به این وضعیت کافی نیست.
سازمان عفو بین‌الملل ۱۶ کلیپ ویدئوییِ فاش‌شده را که در رسانه‌های مستقل ایرانی انتشار یافته، مورد بررسی و ارزیابی قرار داده است. در بیانیهٔ عفو بین‌الملل نوشته‌شده است که «شواهد تکان دهنده‌ای از ضرب‌وشتم، آزار جنسی و بی‌توجهی و بدرفتاریِ عامدانهٔ منتج به لطماتِ نیازمند به مراقبت‌های پزشکی، ارائه می‌دهد. عفو بین‌الملل سال‌ها اسناد چنین رفتاری را گرد آورده بود. این ویدئوها نگرانی‌های مربوط به کثرت مزمن جمعیت زندانیان و انزوای آنان در سلول‌های انفرادی در شرایط بی‌رحمانه و غیرانسانی زندان را تأیید می‌کند.»
در ۳ شهریور ۱۴۰۰ ادارهٔ دموکراسی، حقوق بشر، و کار وزارت خارجهٔ آمریکا گفت: «ویدئوهایی که به تازگی از زندان بدنام اوین به بیرون درز کرده، تأییدکنندهٔ موضوعی‌ست که از مدت‌ها قبل همه ما می‌دانستیم: شکنجه در زندان‌های ایران سیستماتیک است.» این ادارهٔ وزارت امور خارجهٔ آمریکا خواستار آزادی همهٔ زندانیان سیاسی گشته است.

#### آتش‌سوزی ۲۳ مهر ۱۴۰۱
آتش‌سوزی زندان اوین و حوادث مرتبط با آن، در شب ۲۳ مهر ۱۴۰۱ در زندان اوین و در پنجمین هفته اعتراضات پس از کشته‌شدن مهسا امینی روی داد. به گزارش مرکز رسانه قوه قضاییه ایران در این حادثه چهار زندانی کشته و ۶۱ نفر مجروح شدند. در روزهای بعد از آتش‌سوزی ۴ نفر دیگر از مجروحان نیز درگذشتند که تعداد کلی کشته‌شدگان را به ۸ نفر رساند.
چندین ساعت پس از این حادثه مقام‌های حکومت ایران روایت‌های ضد و نقیض ارائه کردند. غلامحسین محسنی اژه‌ای، رئیس قوه قضاییه جمهوری اسلامی، «عوامل دشمن» را به دست داشتن در این آتش‌سوزی متهم کرد.

#### حمله به ورودی زندان اوین
در ۳ تیر ۱۴۰۴، ورودی زندان توسط نیروی هوایی اسرائیل منفجر شد. گزارش‌ها حاکی از آن بود که گروه‌هایی از خانواده‌های زندانیان سیاسی و ساکنان محلی تلاش کردند به زندان برسند. این حمله در کنار حملات اسرائیل به سایر تأسیسات مرتبط با دستگاه امنیت داخلی ایران در جریان جنگ جمهوری اسلامی و اسرائیل انجام شد، از جمله ستاد بسیج، سپاه سیدالشهداء، قرارگاه ثارالله، سپاه البرز، فرماندهی حفاظت اطلاعات نیروی انتظامی و ستاد اطلاعات نیروی انتظامی.
در تاریخ ۲۳ ژوئن ۲۰۲۵، هدایت‌الله فرزادی، رئیس زندان اوین تهران، پیش از حمله هوایی اسرائیل از این زندان گریخت. گزارش‌ها حاکی از این است که این اقدام او، پس از دریافت هشداری از طریق پسرش صورت گرفته است. به گزارش فاکس نیوز، سازمان اطلاعات اسرائیل، از طریق «واتس‌آپ» با پسر فرزادی تماس گرفته و به او گفته‌اند که به پدرش بگوید درهای زندان اوین را باز کند، وگرنه و در غیر اینصورت، وی هدف حمله قرار خواهد گرفت. بدین لحاظ، فرزادی درست پیش از وقوع حمله اسرائیل، از زندان خارج شد. با این حال، اداره زندان‌های استان تهران، این ادعا را رد کرده و اعلام داشته است که فرزادی، در زمان حمله اسرائیل، در داخل زندان حضور داشته و مشغول بازرسی بوده است.
پس از حمله به زندان اوین، زندانیان از تخلیه‌ای خشونت‌آمیز خبر دادند. آن‌ها به زندان بزرگ تهران و زندان زنان قرچک منتقل شدند؛ دو مرکزی که به گفتهٔ گزارش‌ها با تراکم بیش از ظرفیت، شرایط غیربهداشتی، و کمبود غذا و آب آشامیدنی سالم مواجه‌اند. افزون بر این، زندانیان اعلام کردند که از دسترسی به خدمات درمانی و داروهای ضروری محروم شده‌اند.

## بندهای زندان
برخی از بندهای این زندان زیر نظر قوهٔ قضائیه جمهوری اسلامی ایران نبوده و توسط سایر نهادها اداره می‌شود. برای مثال بندهای ۲۰۹ و ۲۴۰ این زندان که دارای سلول‌های انفرادی و چندنفره (موسوم به سوئیت) است در اختیار وزارت اطلاعات است. و بند ۲ الف آن زیر نظر سازمان اطلاعات سپاه پاسداران انقلاب اسلامی می‌باشد. تردد و حضور زندانیان سیاسی خارج از سلول‌ها فقط با داشتن چشم‌بند ممکن است.
حکومت ایران مدعی‌ست که زندان اوین دارای یکی از مجهزترین کتابخانه‌ها در میان زندان‌های ایران است.
در زندان اوین هر اتاق یک مسئول منتخب زندانیان دارد. در هر بند نیز یکی از زندانیان (وکیل بند) رابط اصلی با زندان‌بانان است. این بند دارای فروشگاه کوچکی است که امکان خرید مواد غذایی بسیار ساده همچون بیسکوئیت، خرما، تخم مرغ و مانند آن وجود دارد. در این بند معمولاً زندانیان حق دارند که هفته‌ای یک بار با اعضای درجه اول فامیل خود ملاقات از پشت شیشه داشته باشند.
بند هفت زندان اوین عمدتاً به زندانیان با جرایم مالی اختصاص دارند. این بند، به باکیفیت‌ترین بند زندان در کشور معروف است. در این بند، ۷ سالن با ظرفیت اسمی هریک ۲۰۰ زندانی است که گاه پذیرای بیش از ۷۰۰ زندانی نیز بوده است. و یک سالن کوچک‌تر موسوم به سالن جهاد است. از این ۸ سالن، ۷ سالن به زندانیان غیرسیاسی اختصاص دارد اما گاه زندانیان سیاسی نیز به این بند و سالن‌ها برده می‌شوند. یکی از این سالن‌ها به نام سالن جهاد یا سالن یازده ویژهٔ زندانیان شاغل در بخش‌های خدماتی و تأسیساتی بند هفت است. سالن هشت هم سالنی با نام سالن ۱۲ است که ویژهٔ کسانی با اتهام و جرایم جاسوسی و امنیتی حبس می‌گذرانند است.
بند هشت زندان اوین به تبعیدگاه این زندان مشهور بود که در حال حاضر محل نگهداری زندانیان سیاسی است. ساختمان آن برای زندان ساخته نشده است و ساختمان اداری زندان اوین بود که پس از انقلاب ۵۷ به دادگاه انقلاب تبدیل شد و پس از انتقال دادگاه انقلاب به خارج از اوین به‌صورت بندی در کنار بند هفت درآمد.
بند چهار زندان هم محل نگهداری بخشی از زندانیان سیاسی عقیدتی و همچنین زندانیان مشهور اختلاس مالی اقتصادی است.
بند ۳۵۰ (بند سیاسی) و در حال حاضر بند ۶ از بندهای عمومی اوین و زیر نظر قوهٔ قضائیه لست که در گذشته بخش ۳ نامیده می‌شد. این بند ساختمانی دو طبقه است که در میان آن حیاطی مربع شکل قرار دارد. دو ضلع این مربع به اتاق‌های نگهداری زندانیان اختصاص دارد که تعداد آن‌ها در هر طبقه به هفت اتاق می‌رسد. دستشویی‌ها و حمام‌های این بند در یکی دیگر از اضلاع آن قرار دارد. هر اتاق تقریباً ۶ متر در ۶ متر بوده و تعداد متغیری زندانی را در خود جای می‌داد. صرف غذا دور سفره‌های پلاستیکی و بر روی زمین انجام می‌شود و خدمات نظافتی و پذیرایی به‌صورت دوره‌ای توسط خود زندانیان انجام می‌شود. کسی که عهده‌دار این خدمات برای ۲۴ ساعت است، اصطلاحاً شهردار خوانده می‌شود. پس از یورش گارد زندان اوین در ۲۸ اردیبهشت ۱۳۹۳ که به پنج‌شنبه سیاه اوین معرف شد؛ بسیاری از زندانیان بند ۳۵۰ سیاسی عقیدتی از این بند به سایر بندهای زندان اوین و سایر زندان‌ها منتقل شدند و سرانجام بند ۳۵۰ تعطیل شد و به بند کارگری تبدیل شد.
در سال ۱۳۹۴، حدود ۱۳۰ کیلوگرم انواع مواد مخدر در مبادی ورودی و داخل زندان‌ها کشف شد.

### بازداشتگاه‌های وزارت اطلاعات
بند ۲۰۹ دارای سلول‌های انفرادی و چندنفره (موسوم به سوئیت) می‌باشد در اختیار وزارت اطلاعات است و ارتباطی به مجموعهٔ قوهٔ قضائیه و زندان اوین ندارد.
بازداشتگاه ۲۰۹ یک بازداشتگاه سرّی و غیررسمی در تهران تحت نظارت وزارت اطلاعات جمهوری اسلامی ایران است. این بازداشتگاه داخل زندان اوین در منطقهٔ شمال غرب تهران مستقر است.
بند ۲۴۰ دیگر بازداشتگاه این وزارت، دارای چندین طبقه و هر طبقه راهرویی طولانی دارد که شامل چندین سلول در طرفین است. درِ هر سلول دارای دریچهٔ کوچکی است و در پایین در کوچکی مانند در صندوق پست تعبیه شده، هر سلول تقریباً ۸ مترمربع است و درون هر سلول دستشویی و دوش آب به وسیلهٔ یک پرده از اتاق سلول جدا شده است. درون سلول‌ها پنجره‌ای وجود ندارد. دیوارهای هر سلول دست‌نوشته‌های زندانیان را شامل می‌شود. شعر، تاریخ ورود و خروج، علت دستگیری زندانی، هویت زندانی، دل‌تنگی‌های زندانی و ظلم‌های روا رفته به او از این قبیل نوشته‌ها هستند.

## رؤسای زندان
- محمد کچویی[۷۸]
- اسدالله لاجوردی[۷۹]
- سیدحسین مرتضوی
- کمال زارعی[۸۰]
- فرج‌الله صداقت[۸۱]
- محمدعلی امانی[۸۲]
- علی‌اشرف رشیدی اقدم[۸۳]
- علی چهارمحالی
- غلامرضا ضیایی
- حمید محمدی[۸۴]

## تحریم‌ها
در ۹ خرداد ۱۳۹۷، وزارت خزانه‌داری ایالات متحدهٔ آمریکا زندان اوین را به دلیل نقض حقوق شهروندان ایران مورد تحریم قرار داد.
بر اساس بیانیهٔ وزارت خزانه‌داری ایالات متحدهٔ آمریکا، زندانیان محبوس در زندان اوین توسط مقامات زندان مورد ضرب‌وشتم، حملهٔ فیزیکی و آزارهای جنسی قرار می‌گیرند. در این بیانیه همچنین به ادارهٔ برخی بندهای زندان اوین توسط وزارت اطلاعات و سپاه پاسداران اشاره شده و آمده است: «در حالی که مقامات ارشد همواره شکنجه و آزار زندانیان در زندان اوین را کم‌اهمیت جلوه می‌دهند، به‌محض اتمام بازرسی‌های ساختگی از وضعیت این زندان، آزار زندانیان، از جمله زندانیان سیاسی، ادامه پیدا می‌کند.»
در فروردین ۱۴۰۰، اتحادیهٔ اروپا به علت نقض حقوق بشر توسط جمهوری اسلامی در ایران و سرکوب و کشتار معترضان در اعتراضات آبان ۱۳۹۸ ایران، سه زندان جمهوری اسلامی از جمله زندان اوین را تحریم کرد.
در فروردین ۱۴۰۴، اتحادیه اروپا، هدایت‌الله فرزادی، رئیس زندان اِوین را، به دلیل نقش او در نقض جدی حقوق بشر تحریم کرد. فرزادی متهم است که مسئول محدود کردن حقوق زندانیان سیاسی، به‌ویژه در زمینه ارتباطات، ملاقات‌ها و نگهداری طولانی‌مدت در سلول‌های انفرادی بوده و نقش مستقیمی در وخامت شرایط بازداشت این زندانیان داشته است. این تحریم، شامل توقیف دارایی‌ها و ممنوعیت ورود وی به کشورهای عضو اتحادیه اروپا می‌شود.

## آثار خلق‌شده در زندان اوین
نویسندگان، شاعران و هنرمندان زیادی در زندان اوین برای مدتی زندانی بوده‌اند برخی در دوران زندان به خلق آثار خود پرداخته‌اند.

### آثار دربارهٔ زندان اوین
کتاب‌ها و مقاله‌های زندانیانی که تمام یا بخشی از دوران محکومیت خود را در زندان اوین گذرانده‌اند و دربارهٔ آن:
- بهمن احمدی امویی. زندگی در زندان (اوین و رجایی‌شهر).[۹۰]
- کیانوش سنجری. شکنجه سفید - مجله شهروند تورنتو.[۹۱]
- سپیده قلیان. باشگاه نانوایان زندان اوین[۹۲]

### زندانِ اوین در هنر و ادبیات
- چهارراه − شخصیتِ سارنگ سهش در این نمایشنامه از زندانِ اوین آزاد شده است.

### تألیف

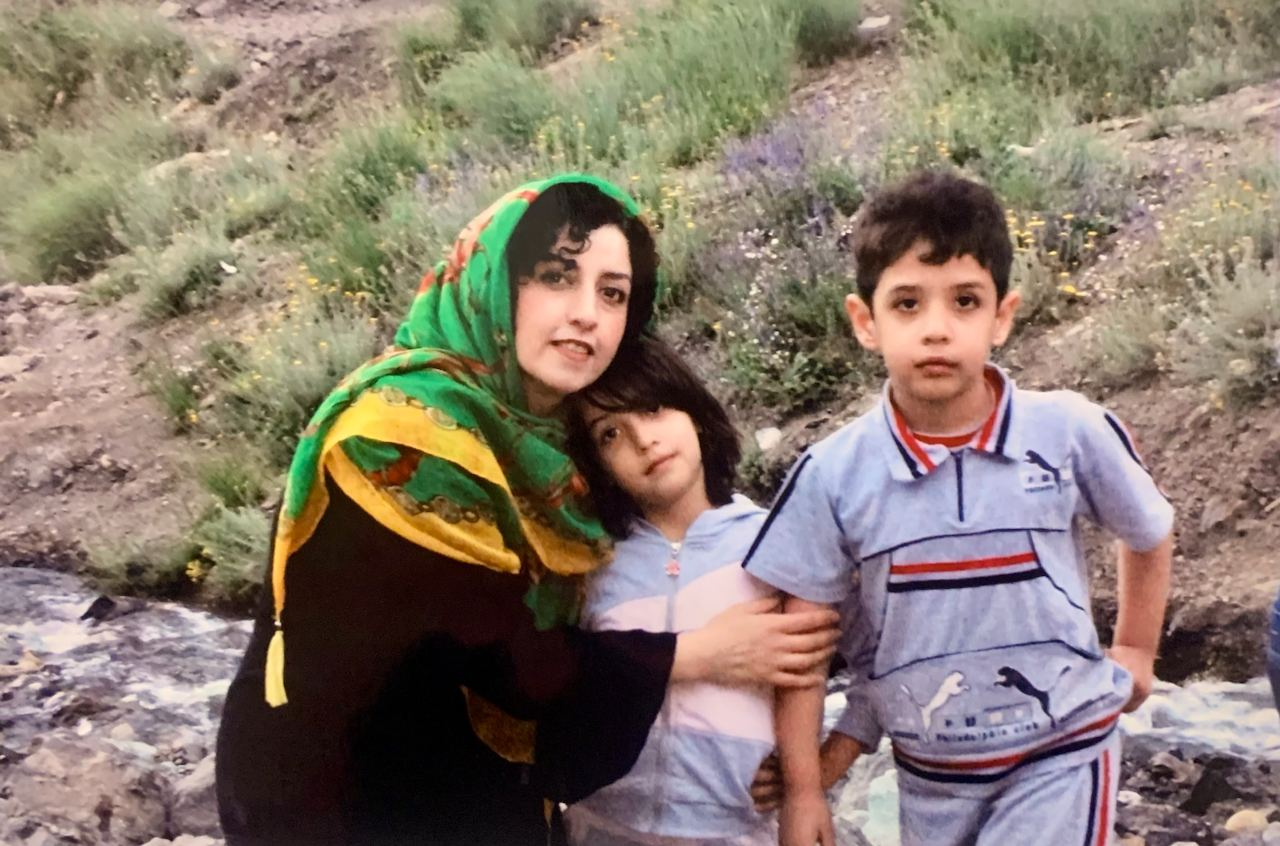
نرگس محمدی، فعال حقوق بشر و برنده جایزه صلح نوبل در سال ۲۰۲۳، نویسنده خاطرات شکنجه سفید

کتاب شکنجه سفید به قلم نرگس محمدی با مقدمه‌ای از شیرین عبادی دربارهٔ انجام شکنجه سفید در زندان‌های ایران است. نازنین زاغری، نرگس محمدی، شکوفه یداللهی و آتنا دائمی از جمله راویان این کتاب هستند. - نشر باران

### ترجمه
- مهدی خدایی - اطلس وضعیت زنان در جهان و ایران، انتشارات روزنه، افغانستان کابل

### هنر و ادبیات
- ۱۳۹۵ - هادی حیدری - مجموعه کارتون‌ها و کاریکاتورها در زندان، نشر نظر[۹۴]
- ۱۳۹۶ - مهدی رجبیان - نت نویسی آلبوم اهل خاورمیانه
- ۱۳۹۶ - مصطفی عزیزی - روزگار شیرین. نشر علم[۹۵]
- ۱۳۹۶ - حسین رجبیان - فیلمنامه فیلمِ آفرینش بین دو سطح

## زندانیان عقیدتی و سیاسی

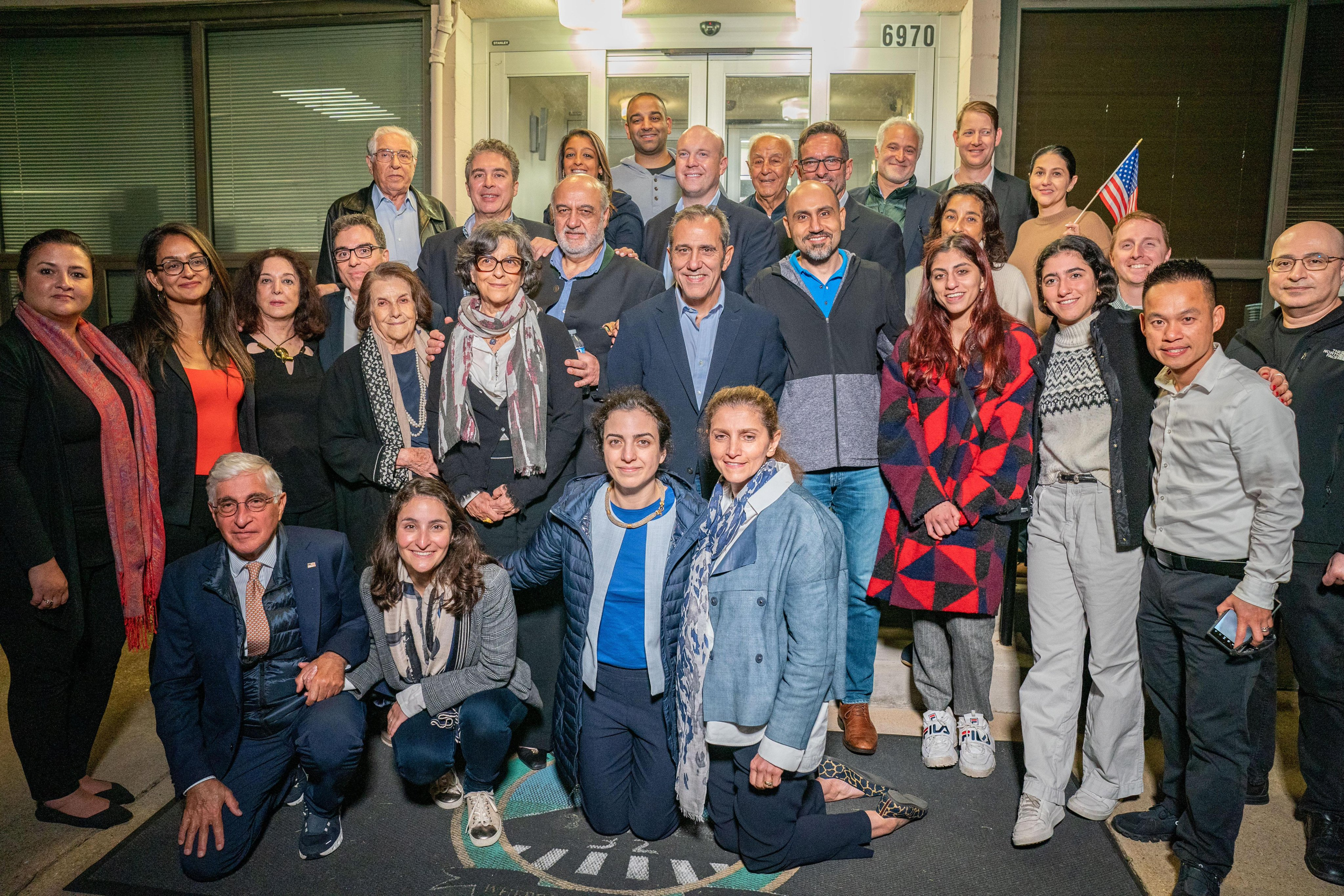
ایرانی آمریکایی‌های آزادشده از زندان‌های ایران به آمریکا

برخی از زندانیان اوین، که مدّتی از دوران محکومیت خود را در این زندان گذرانده‌اند به شرح ذیل اند:  
- احسان طبری[۹۶]
- احسان مازندرانی
- احسان نراقی
- احمد باطبی
- احمد مفتی‌زاده
- میلاد روبرت درویش
- اسدالله لاجوردی
- اسماعیل محمدی
- اسفندیار منفردزاده
- اشرف ربیعی
- اکبر گنجی
- الهه محمدی
- امیر فرشاد ابراهیمی
- امیرمحمد شریفی
- آتنا دائمی
- آرش صادقی
- بهاره هدایت
- بهزاد نبوی
- بکتاش آبتین
- بهنام محجوبی
- بیژن جزنی
- پیروز دوانی
- تقی شهرام
- حسن اسدی زیدآبادی
- حسن زارع زاده اردشیر
- حسن مرتضوی
- حسین رجبیان
- حسین رونقی
- حسین علی منتظری
- حسین کاظمینی بروجردی
- حشمت‌الله طبرزدی
- خسرو گلسرخی[۹۷]
- رامین پرچمی
- رامین جهانبگلو
- رامین حسین تهرانی
- رسول بداقی
- رضا رضایی
- رضا ملک
- رکسانا صابری
- روح‌الله زم
- زهرا کاظمی
- سام محمودی سرابی
- سعید امامی
- سعید محسن
- سیامک قادری
- سید مهدی هاشمی
- شکوفه یداللهی
- ارس امیری
- داریوش اقبالی
- شهرنوش پارسی پور
- صبا کردافشاری
- عباس امیرانتظام
- عبدالله رمضان زاده
- عبدالله نوری
- علی رشیدی
- علی‌اصغر بدیع‌زادگان
- علی‌اکبر هاشمی رفسنجانی
- غلامحسین کرباسچی
- غنچه قوامی
- فائزه هاشمی
- فرخ نگهدار
- قاسم شعله سعدی
- کایلی مور گیلبرت
- کرامت الله دانشیان[۹۸]
- کسری نوری
- کیوان صمیمی
- کیوان کریمی
- کیومرث مرزبان
- گلرخ ایرایی
- مازیار بهاری
- ماشاالله شمس‌الواعظین
- محسن امین‌زاده
- محسن سازگارا
- محسن صفایی فراهانی
- محسن کدیور
- محسن میردامادی
- محمدحسن یوسف‌پورسیفی
- محمد حسین رفیعی فنود
- محمد حنیف‌نژاد
- محمد علی‌نژاد سارخانی
- محمد مساعد
- محمد صادقی (بازیگر)
- محمدرضا سعادتی
- محمود بهشتی لنگرودی
- محمود طالقانی
- مرتضی باباخانی
- مرجان
- مرضیه امیری
- مریم اکبری منفرد
- مریم فیروز
- مسعود بهنود
- مسعود رجوی
- مصطفی تاج‌زاده
- معصومه شادمانی
- منوچهر محمدی
- مهدی تاجیک
- مهدی خدایی
- مهدی خزعلی
- مهدی رجبیان
- مهدی رضایی
- ناصر فهیمی
- ندا ناجی
- نرگس محمدی
- نسرین ستوده
- نیلوفر بیانی
- نیلوفر حامدی
- نورالدین کیانوری
- وحید اصغری
- هاله اسفندیاری
- هدی صابر
- هرمز گرجی بیانی
- هوتن دولتی
- هوشنگ ابتهاج
- یوسف عمادی
- منیره برادران